# 블러드 마스크
블러드 마스크(Lanai-Loa)는 미국에서 제작된 후설화 감독의 1998년 영화이다. 앵거스 맥페이든 등이 주연으로 출연하였고 프란시스 포드 코폴라 등이 제작에 참여하였다.

## 출연

### 주연
- 앵거스 맥페이든
- 카로타 창

### 조연
- 레이 부마타이
- 크리스 타시마
- 후설화
- 루이
- 리안느 X. 후

## 제작진
- 공동제작: 줄리 헌트싱어
- 공동제작: 루루 제자
- 미술: 제임스 윌리엄 뉴포트
- 의상: 제임스 윌리엄 뉴포트
- 배역: 톰 맥스위니